# الیاس علی‌اکبری
الیاس علی‌اکبری (زاده ۱۰ اسفند ۱۳۶۶ در اسفراین) کوراش‌کار اهل ایران است.
از افتخارات وی می‌توان به کسب مدال برنز وزن ۸۱- کیلوگرم در مسابقات جهانی کوراش ۲۰۱۵ اشاره کرد. وی همچنین موفق به کسب مدال طلای کوراش در مسابقات آسیایی جاکارتا ۲۰۱۸ شد. او در سال ۲۰۱۸ به عنوان بهترین کوراش‌کار مرد سال ۲۰۱۸ جهان شد. وی هم‌اکنون سرمربی تیم ملی کوراش ایران است.

## نگاره
- الیاس علی‌اکبری و امید تیزتک بر روی سکوی قهرمانی مسابقات بازی‌های آسیایی ۲۰۱۸ جاکارتا.

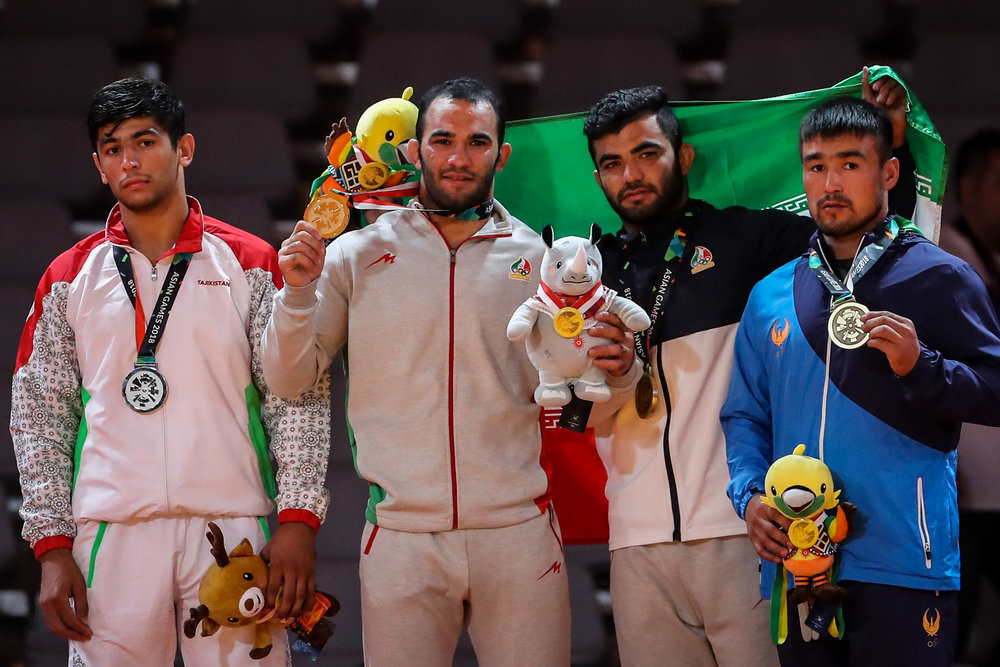

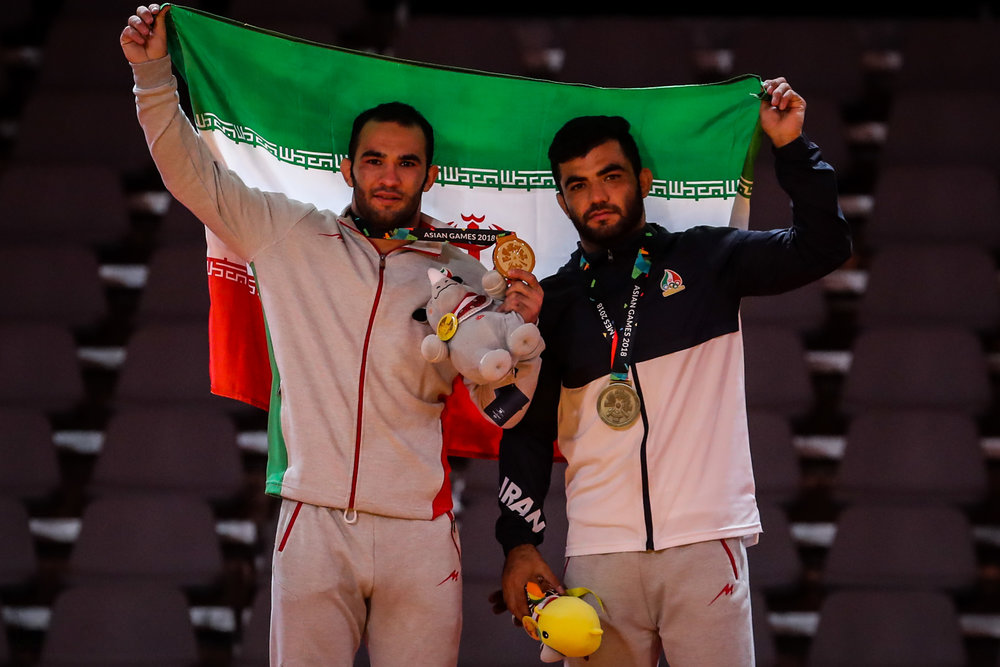

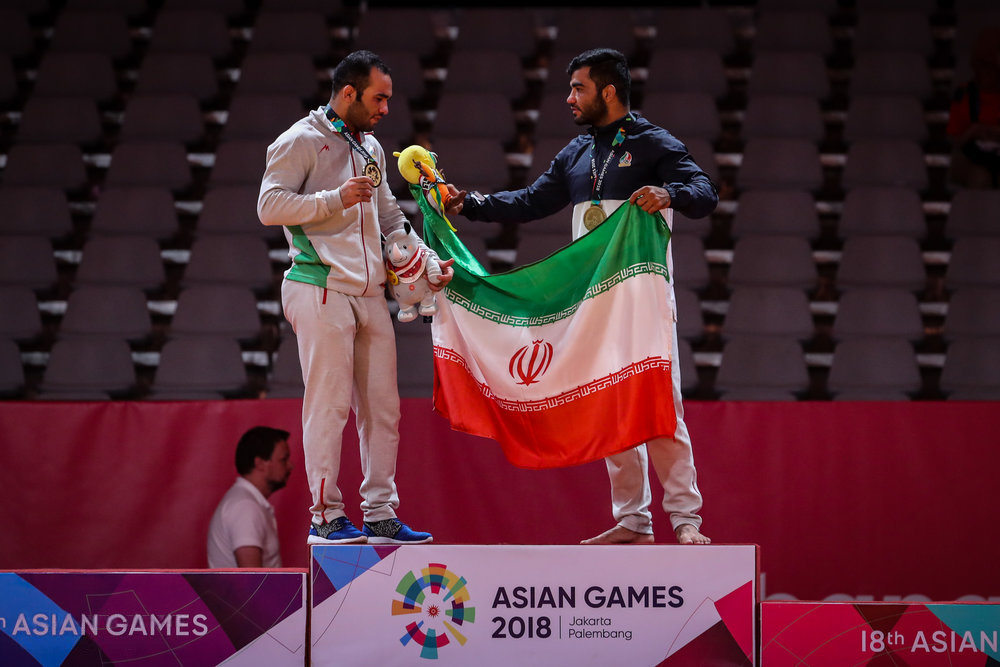